# Jednorożec (gemeente)
De gemeente Jednorożec is een landgemeente in het Poolse woiwodschap Mazovië, in powiat Przasnyski.
De zetel van de gemeente is in Jednorożec.
Op 30 juni 2004 telde de gemeente 7199 inwoners.

## Prasa
- Głos Gminy Jednorożec

## Radia z naszego regionu
- Radio Przasnysz

## Oppervlakte gegevens
In 2002 bedroeg de totale oppervlakte van gemeente Jednorożec 231,57 km², waarvan:
- agrarisch gebied: 50%
- bossen: 44%

De gemeente beslaat 19,02% van de totale oppervlakte van de powiat.

## Demografie
Stand op 30 juni 2004:
| Omschrijving                   | Totaal | Totaal | Vrouwen | Vrouwen | Mannen | Mannen |
| ------------------------------ | ------ | ------ | ------- | ------- | ------ | ------ |
| eenheid                        | aantal | %      | aantal  | %       | aantal | %      |
| inwoners                       | 7199   | 100    | 3584    | 49,8    | 3615   | 50,2   |
| bevolkingsdichtheid (inw./km²) | 31,1   | 31,1   | 15,5    | 15,5    | 15,6   | 15,6   |

In 2002 bedroeg het gemiddelde inkomen per inwoner 1368,23 zł.

## Administratieve plaatsen (sołectwo)
Budy Rządowe, Drążdżewo Nowe, Dynak, Jednorożec, Kobylaki-Czarzaste, Kobylaki-Korysze, Kobylaki-Wólka, Lipa, Małowidz, Obórki, Olszewka, Parciaki, Połoń, Stegna, Ulatowo-Dąbrówka, Ulatowo-Pogorzel, Ulatowo-Słabogóra, Żelazna Prywatna, Żelazna Rządowa.

## Aangrenzende gemeenten
Baranowo, Chorzele, Krasnosielc, Krzynowłoga Mała, Płoniawy-Bramura, Przasnysz